# Liberitutti
Liberitutti-Storie di italiani è stato un talk show televisivo di Rete 4 condotto da Irene Pivetti, andato in onda nella stagione 2005/2006 e prodotto dalla testata giornalistica, indipendente e trasversale Videonews.
Trasmesso dapprima in seconda serata, in corrispondenza con le elezioni politiche del 2006 è approdato in prima serata.

## Il format
Liberitutti era un talk-show televisivo che tratta temi di attualità politica, economica e sociale. In uno studio televisivo, alla presenza di un pubblico bipartisan, esponenti politici di entrambi gli schieramenti (oppure personaggi di spicco della vita sociale), nel rispetto della par condicio, discutono sui temi più caldi del momento. Il programma non presenta un'ossatura rigida e risulta molto flessibile in relazione alle esigenze del pubblico e degli intervenuti. La moderatrice lancia gli argomenti di discussione e, pur intervenendo spesso nel dibattito, si fa garante dell'equidistanza.